# Badab-e Surt
Badab-e Surt (en persan : باداب سورت) est un site naturel de la province de Mazandéran dans le nord de l'Iran, à 95 km au sud de la ville de Sari et à 7 km à l'ouest du village d'Orost. Il comprend un ensemble de terrasses en travertin, des formations géologiques créés au cours de milliers d'années par des dépôts de minéraux de carbonate issus de sources chaudes.

## Étymologie
Badab est composé des mots persans Bad (« gaz ») et AB (« eau »), se référant aux eaux gazéifiées des sources. Surt est l'ancien nom du village Orost et signifie « intensité » en persan.

## Géologie
Deux sources distinctes d'eaux minérales avec différentes caractéristiques naturelles sont situées à 1 840 m au-dessus du niveau de la mer. La première contient de l'eau très salée qui se concentre dans une piscine naturelle, utilisée comme remède contre les rhumatismes et certaines maladies de peau ; l'autre a un goût amer et est de couleur orangée du fait de la présence de sédiments d'oxyde de fer.
Les terrasses de Badab-e Surt sont faites de travertin, une roche sédimentaire déposée par l'eau provenant des deux sources minérales distinctes ; elles ont été formées au cours du Pléistocène et du Pliocène.
Les émanations de dioxyde de carbone surviennent lorsque l'eau, sursaturée en carbonate de calcium et carbonate de fer, atteint la surface ; et ces carbonates minéraux sont déposés, jusqu'à ce que le dioxyde de carbone dans l'eau s'équilibre avec le dioxyde de carbone dans l'air. Le dépôt finit par durcir pour devenir du travertin.
La combinaison de ces deux sources qui se sont écoulées de la chaîne de montagne pendant des milliers d'années aboutit à la création d'un certain nombre de piscines de couleur rouge et jaune-orange, prenant la forme d'un escalier. La végétation environnante au nord est constituée de forêts de pins tandis qu'à l'est, elle se compose principalement d'arbres et d'arbustes courts ; les carrières de pierre peuvent être vues à l'ouest du site.

## Vue panoramique

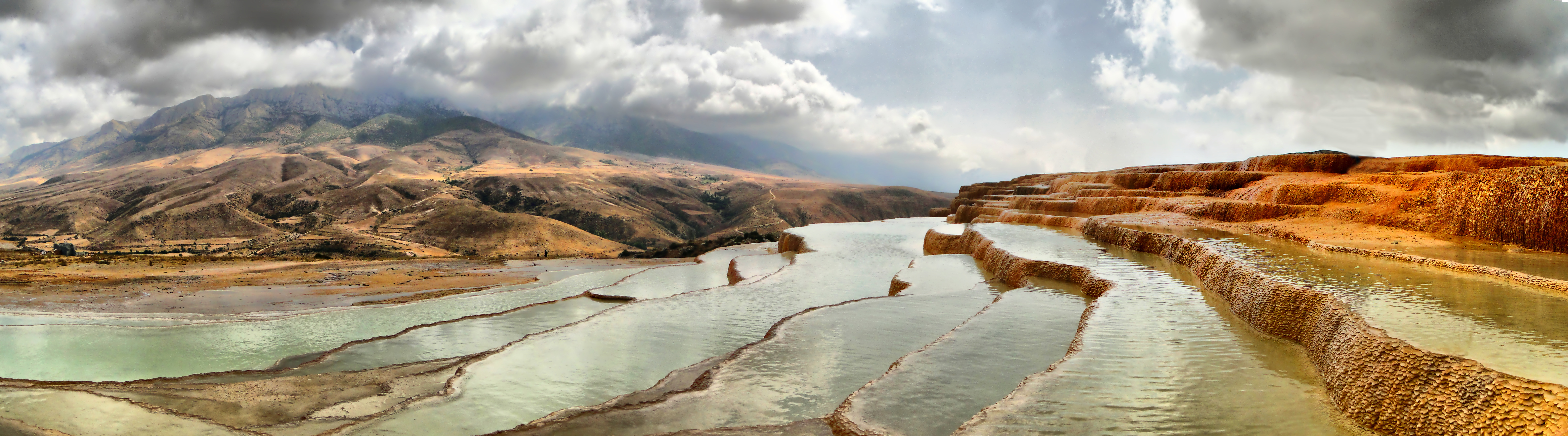
Vue panoramique des terrasses en travertin de Badab-e Surt.

## Galerie

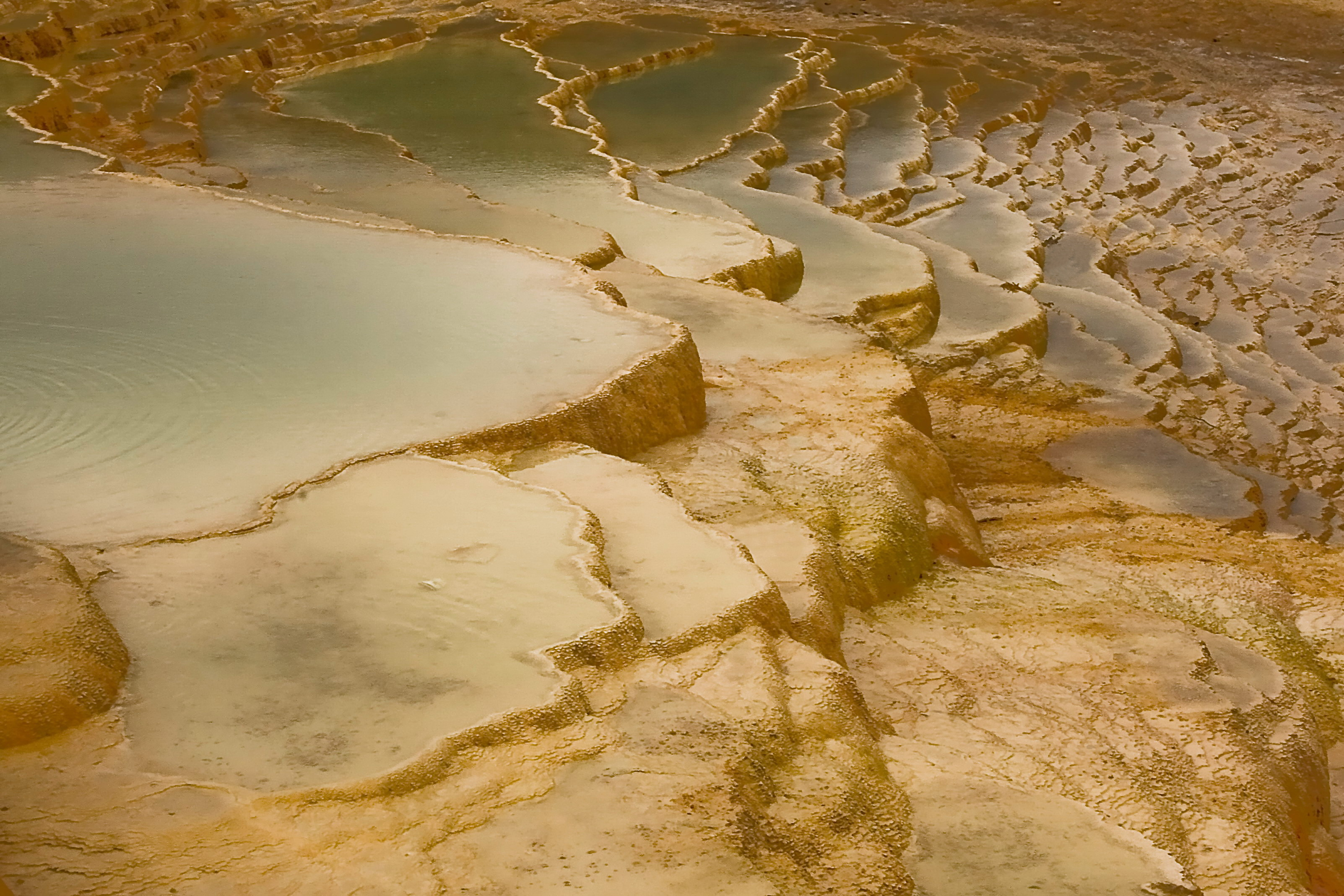
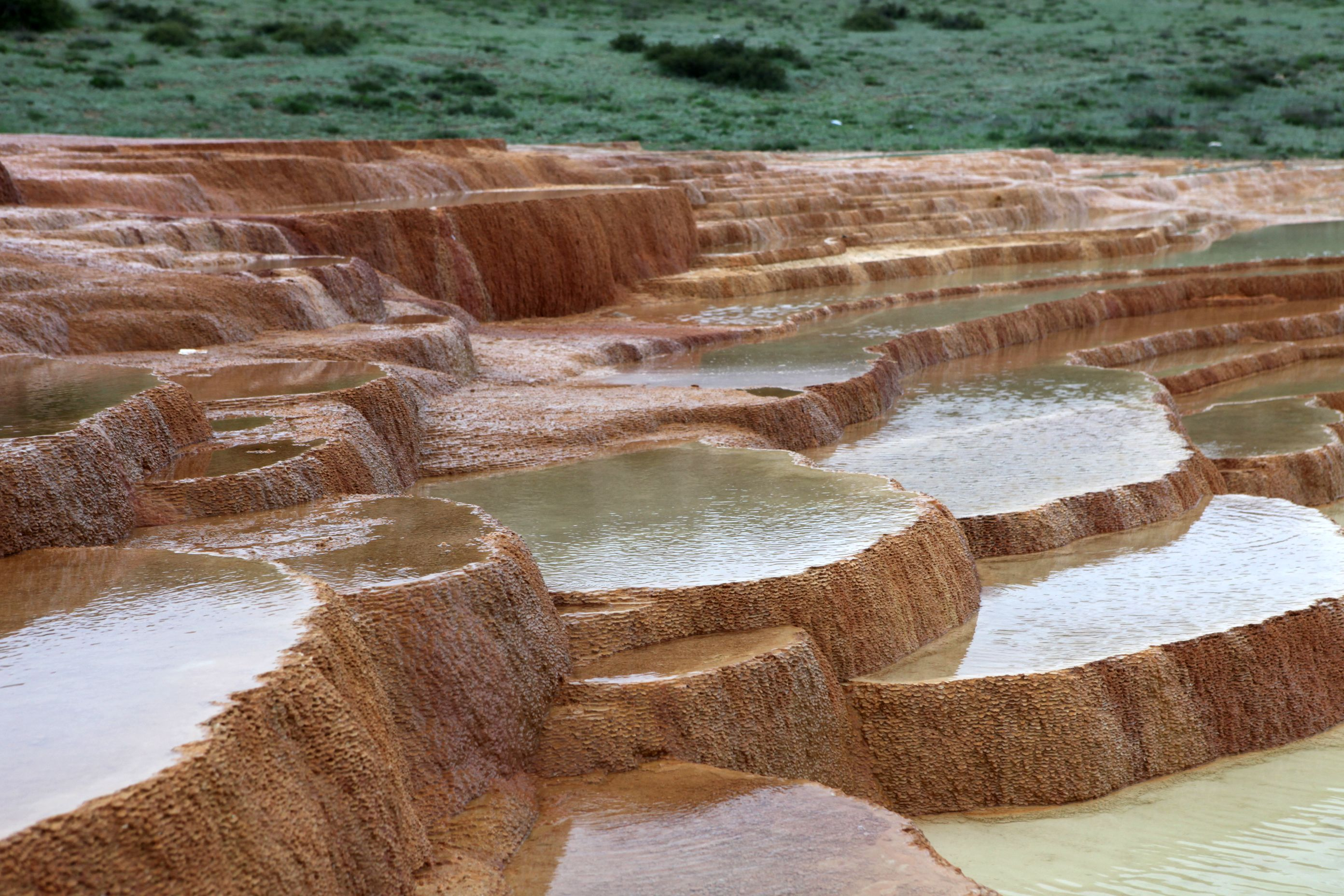
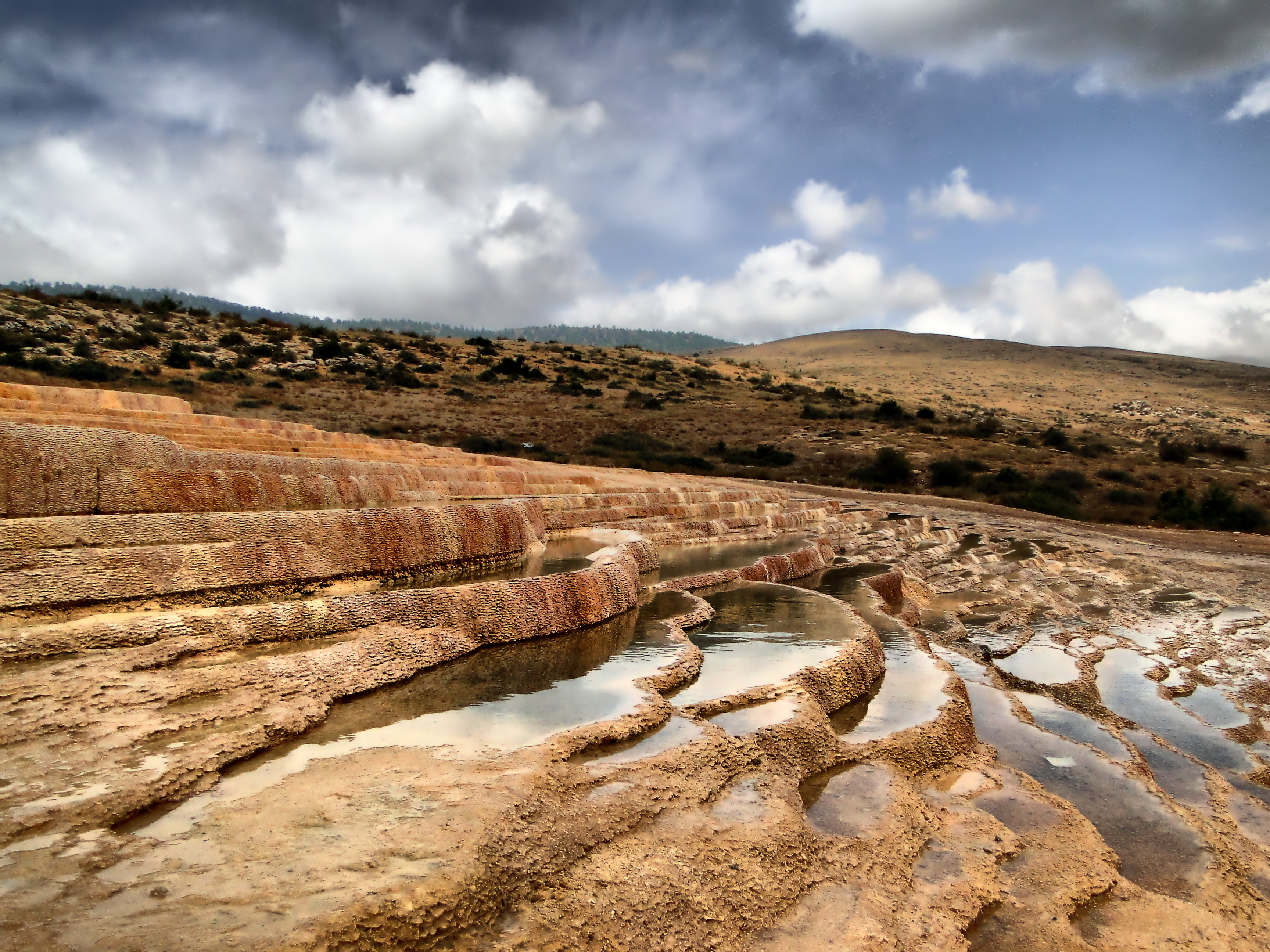
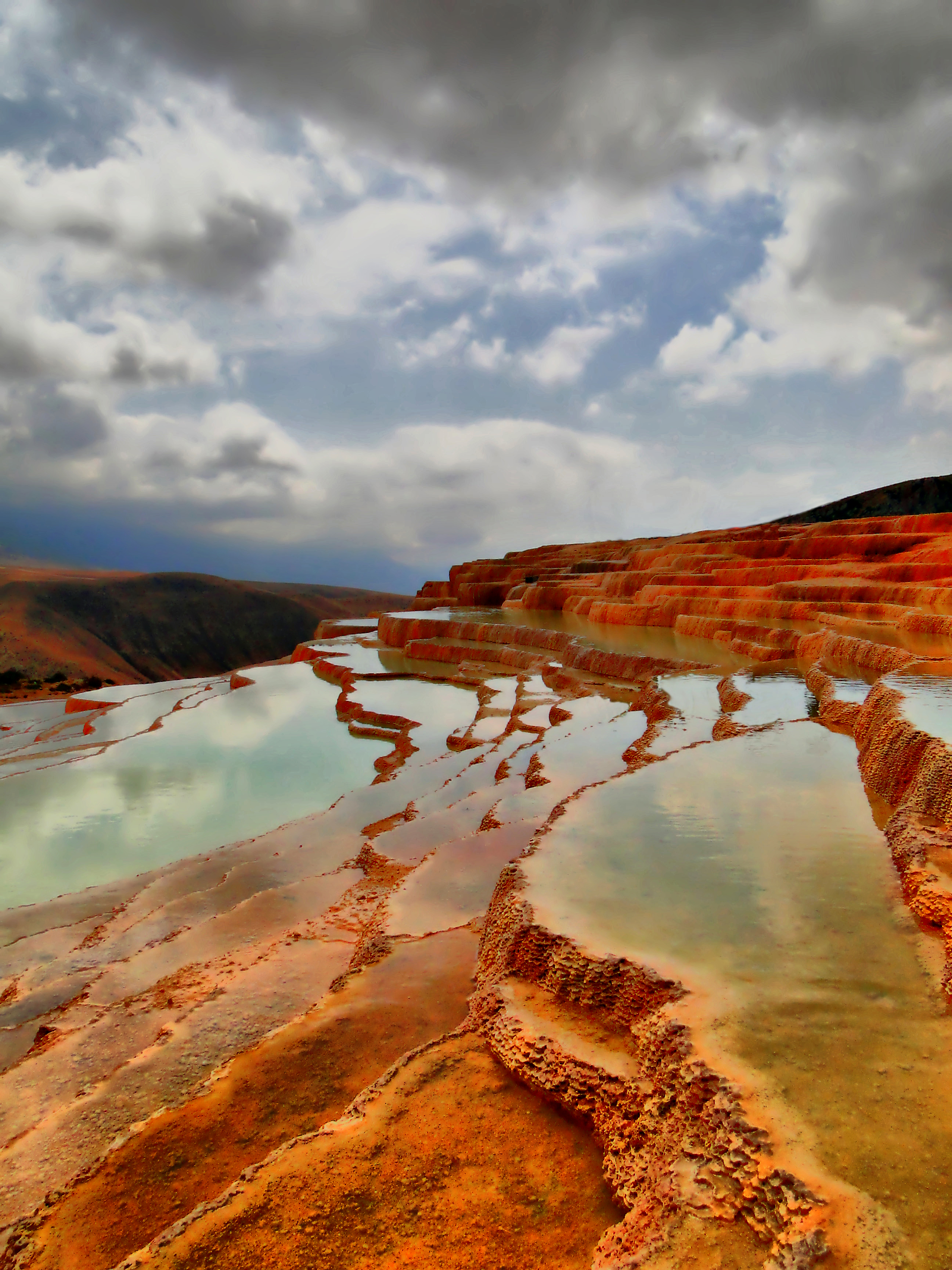
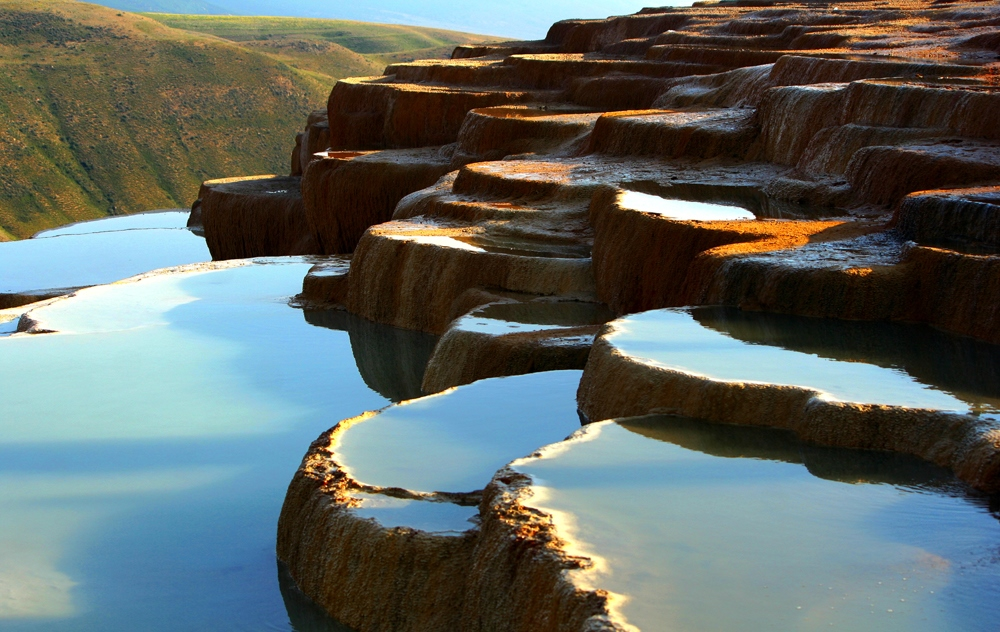
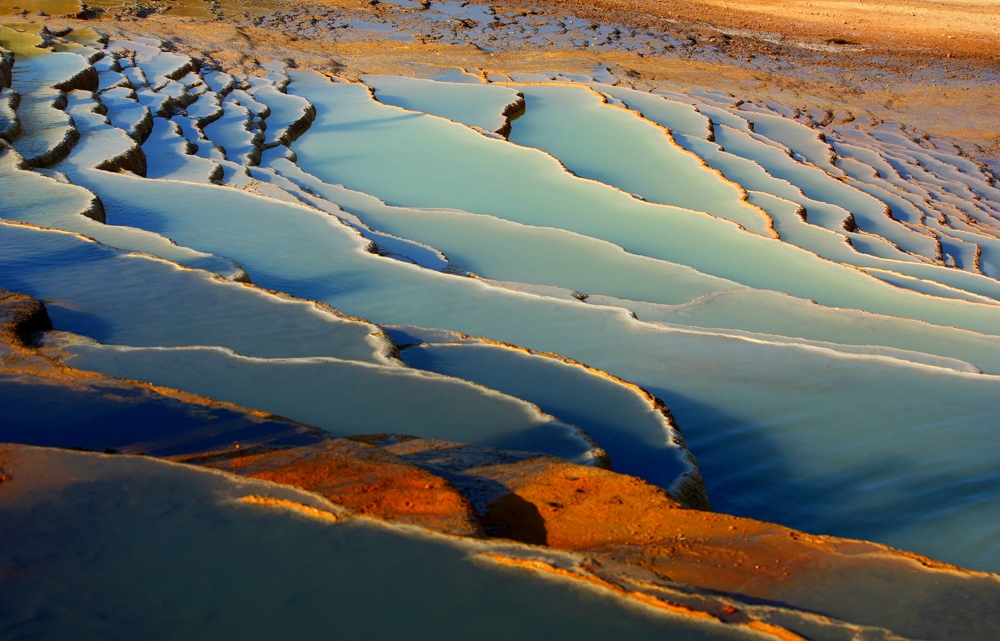
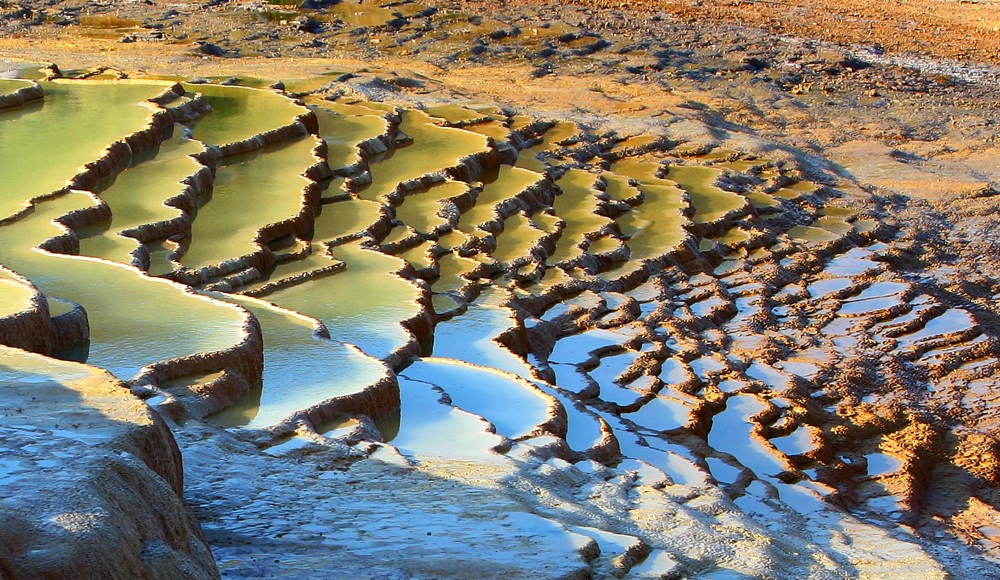
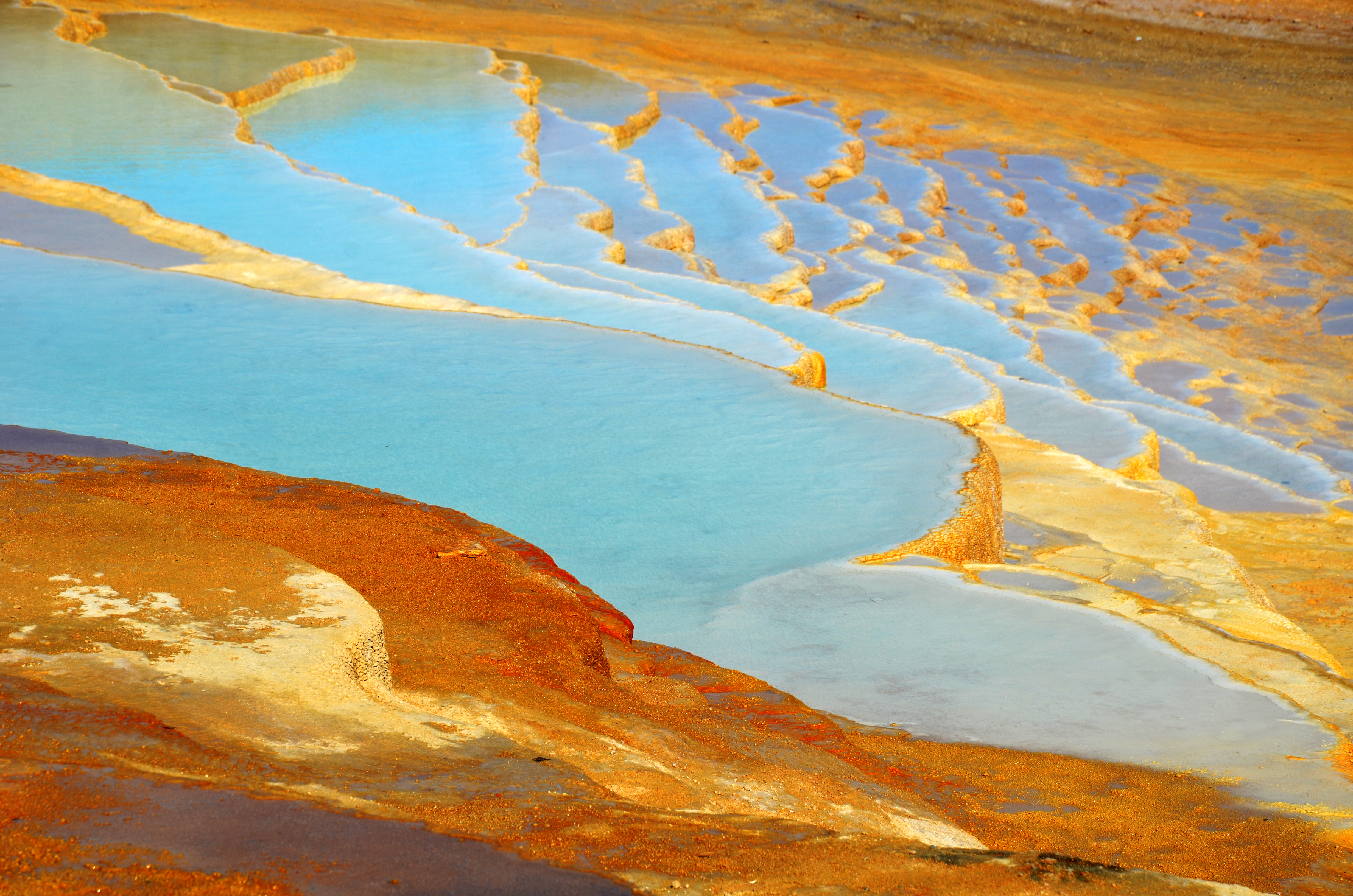
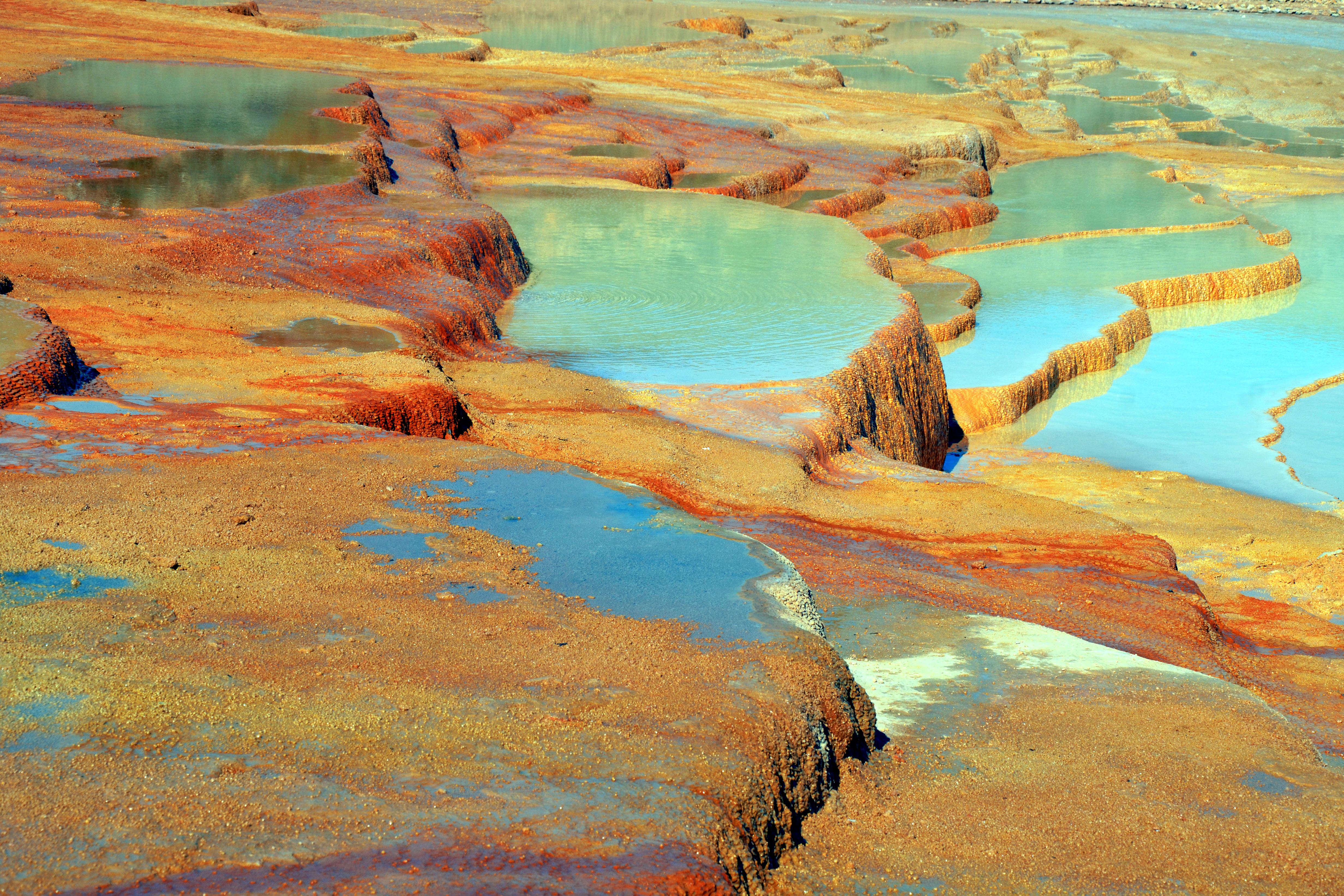
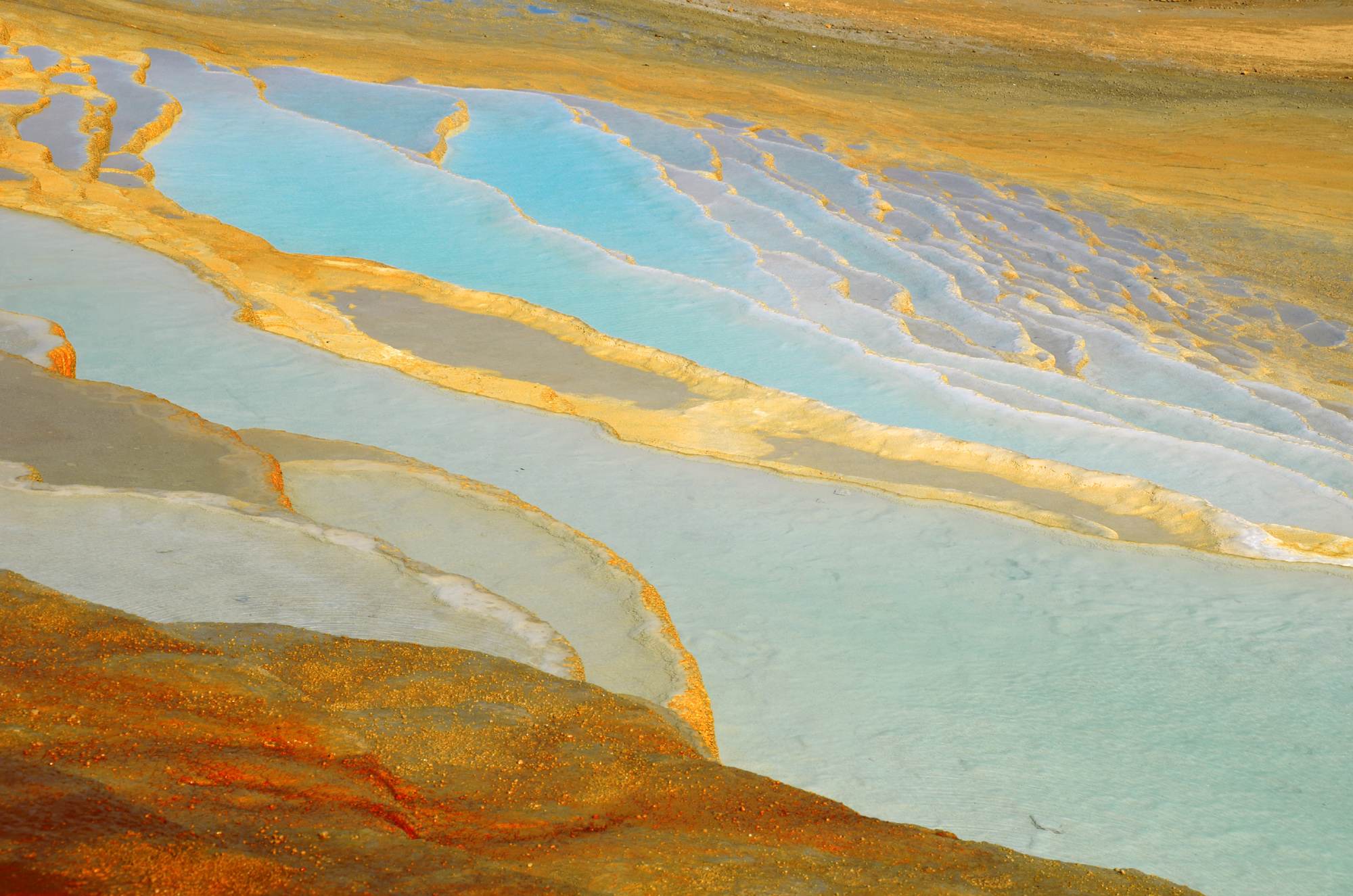